# Neraketna izstrelitev v vesolje
Neraketna izstrelitev v vesolje (angleško non-rocket space launch – NRS) je način izstreljevanja tovora in ljudi v vesoljski prostor brez uporabe konvencionalnih raket ali pa samo z njihovo delno uporabo. Glavni cilj je zmanjšanje stroškov transporta v vesoljski prostor. NRS bi lahko omogočil projekte, kot so kolonizacija vesolja, rudarjenje asteroidov, vesoljske sončne elektrarne in druge projekte, ki s trenutno tehnologijo niso možni. 
Obstaja več konceptov npr. vesoljsko dvigalo, vesoljska fontana, skyhook, orbitalni obroč, vesoljski top in več drugih.
Trenutno so edina možnost rakete s ceno približno 10000 $ do 25000 $ na kilogram tovora. Rakete so zanesljive v približno 97 % primerih. V nekaterih primerih npr. raketoplan Space Shutlle se je dalo nekatere komponentne večkrat uporabiti, vendar je bila cena izstrelitve še vedno visoka.

## Primerjava različnih načinov
| metoda(a)                    | prva objava | okvirna cena izgradnje v milijardah US$(b) | masa tovora kg | cena v NZO US$/kg(b) | kapaciteta ton/leto | stanje tehnologije |
| ---------------------------- | ----------- | ------------------------------------------ | -------------- | -------------------- | ------------------- | ------------------ |
| konvencionalna raketa        | 1903        |                                            | 700 – 130.000  | 4.000 – 20.000       | ≈ 200               | 9                  |
| vesoljsko dvigalo            | 1895        |                                            |                |                      |                     | 2                  |
| nevrteči Skyhook             | 1990        | < 1                                        |                |                      |                     | 2                  |
| hipersonični Skyhook         | 1993        | < 1(c)                                     | 1.500(d)       |                      | 30(e)               | 2                  |
| rotovator                    | 1977        |                                            |                |                      |                     | 2                  |
| HASTOL                       | 2000        |                                            | 15.000(f)      |                      |                     | 2                  |
| orbitalni obroč              | 1980        | 15                                         |                | < 0.05               |                     | 2                  |
| izstrelitvena zanka (majhna) | 1985        | 10                                         | 5.000          | 300                  | 40.000              | 2+                 |
| izstrelitvena zanka (velika) | 1985        | 30                                         | 5.000          | 3                    | 6.000.000           | 2+                 |
| KITE Launcher                | 2005        |                                            |                |                      |                     | 2                  |
| StarTram                     | 2001        | 20(g)                                      | 35000          | 43                   | 150.000             | 2                  |
| Ram pospeševalnik            | 2004        |                                            |                | < 500                |                     | 6                  |
| vesoljski top                | 1865(h)     | 0,5                                        | 450            | 500                  |                     | 6                  |
| slingatron                   |             |                                            | 100            |                      |                     | 2 to 4             |
| laserski pogon               |             | 2                                          | 100            | 550                  | 3000                | Up to 4            |
| usmerjeni mikrovalovni pogon |             | 1                                          | < 100          | 600                  |                     |                    |
| orbitalna zračna ladja       |             |                                            |                |                      |                     |                    |